# آرشي ميخائيلس
آرشي ميخائيلس هو سياسي أسترالي، ولد في 19 ديسمبر 1889 في St Kilda, Victoria ‏ في أستراليا، وتوفي في 22 أبريل 1975 في South Yarra ‏ في أستراليا. نشط حزبياً في حزب أستراليا المتحدة. وقد انتخب Speaker of the Victorian Legislative Assembly ‏ (20 يونيو 1950 – 31 أكتوبر 1952) وانتخب عضو الجمعية التشريعية  في فيكتوريا ‏ عن دائرة Electoral district of St Kilda ‏ (14 مايو 1932 – 31 أكتوبر 1952).